# NK Omladinac Staro Topolje
Nogometni klub "Omladinac" (NK "Omladinac"; Omladinac Staro Topolje, Omladinac) je nogometni klub iz Starog Topolja općina Donji Andrijevci, Brodsko-posavska županija, Republika Hrvatska. 
 
U sezoni 2023./24. Omladinac se natjecao u 1. ŽNL Brodsko-posavskoj, ligi šestog stupnja hrvatskog nogometnog prvenstva.

## O klubu
Nk Omladinac iz Starog Topolja osnovan je 1947. godine. U početku je mjenjana lokacija igrališta dok se nije skrasio na sadašnjem prostoru "Grbavica", na zapadnom ulazu u selo iz smjera Sl.Broda. 
 
Klupske boje su plavo-bijele, a u grbu prednjači crveno-bijeli hrvatski grb sa imenom kluba i imenom sela.
Klub se kroz povijest natjecao u mnogim međuopćinskim rangovima do početka devedesetih, a zatim i u županijskim ligama u novije vrijeme. Jedan od najvećih, ako ne i najveći uspjeh dogodio se 31. svibnja 2023. osvajanjem Županijskog nogometnog kupa što je klubu omogućilo nastup u pretkolu Hrvatskog nogometnog kupa.

## Vanjske poveznice
- NK Omladinac Staro Topolje , facebook stranica
- (engl.) sofascore.com, NK Omladinac Staro Topolje
- (engl.) transfermarkt.com, NK Omladinac Staro Topolje
- sportilus.com, NOGOMETNI KLUB OMLADINAC STARO TOPOLJE